# Catedral de Cristo Rey (Atlanta)
La Catedral de Cristo Rey en Atlanta, Georgia (Estados Unidos) fue construida en la década de 1930. Es la catedral de la Arquidiócesis de Atlanta. Se estableció como una parroquia en 1936. 
La Catedral está ubicada en Peachtree Road NE, entre East Wesley Way y Peachtree Way, en la zona residencial de Buckhead. Al principio, se celebraban misas en una mansión localizada en los mismos terrenos, pero la casa fue finalmente derribada para dar paso a la construcción de la catedral. El costo de los terrenos fue de USD $35.000.
La Catedral fue diseñada por el arquitecto Henry D. Gagit, Jr con la arquitectura neogótica. El interior de la Catedral se compone de mármol con ventanas de vitrales instaladas por la Vidriera Willet de Filadelfia. En 1939, el edificio fue designado como el «Edificio más hermoso en Atlanta», por la revista Architectural Record Magazine. 
El 5 de enero de 1937, el Papa Pío XI decretó la Diócesis para que se convirtiera en la Diócesis de Savannah-Atlanta. El 2 de julio de 1956, se creó la Arquidiócesis de Atlanta. 
La Catedral es una de las diez parroquias más grandes de los Estados Unidos, con más de 5.500 familias. La Escuela Cristo Rey también ocupa se encuentra en la propiedad, con aproximadamente 800 estudiantes. 

## Oficio Religioso
La misa se celebra todos los días ( de lunes a viernes) a las 6:45 a. m., 8:00 a. m. y 12:10 p. m.
La misa dominical se realiza a:
- 7:30 a. m.
- 9:00 a. m. (con coro infantil)
- 10:30 a. m. (con el coro de la catedral)
- 12:00 p. m.
- 1:30 p. m. (en español)
- 5:30 p. m. (con el conjunto de la catedral)
- 7:00 p. m. (contemporáneo)

La Adoración eucarística está disponible las 24 horas del día en la Capilla del Santísimo Sacramento (frente a Peachtree Street).